# Maggie May (volkslied)

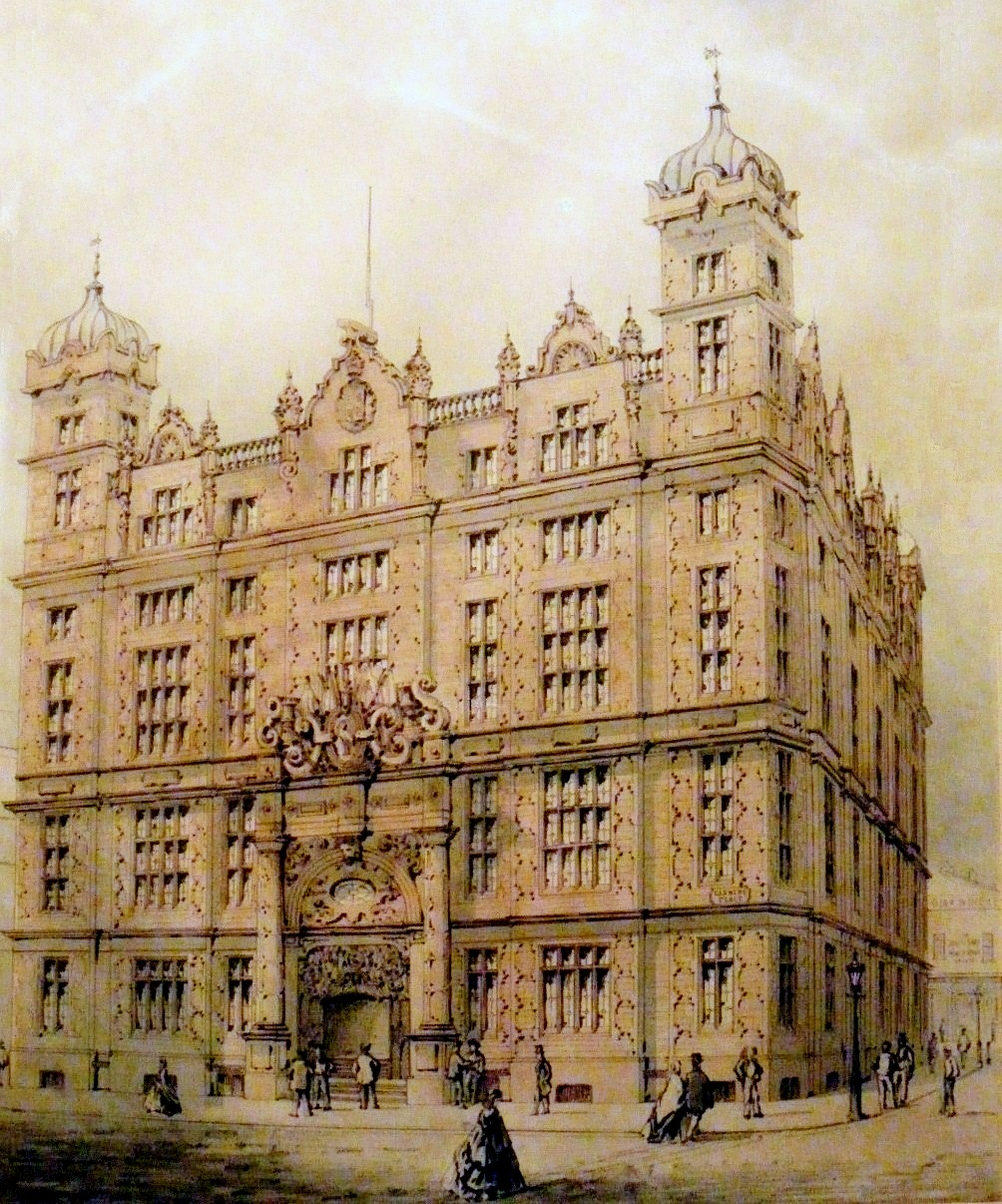
Het Liverpool Sailors' Home in Canning Place, circa 1860. De zeeman is The sailor wordt in het huis uitbetaald en ontmoet Maggie op het plein.

Maggie May (ook Maggie Mae) is een volksliedje uit Liverpool over een prostituee die een teruggekeerde zeeman besteelt. Het werd in 1905 voor het eerst uitgebracht door zanger John W. Myers en werd vooral bekend sinds er in 1957 een skiffle-versie werd uitgebracht door de The Vipers Skiffle Group.
In 1964 werd het lied door de liedjesschrijver Lionel Bart gebruikt voor een gelijknamige musical over de dokken van Liverpool. Deze musical liep twee jaar in Londen. Van The Beatles is bekend dat zij de musical van Bart hebben gezien en besproken. Zij brachten in 1970 hun versie van het nummer uit op hun elpee Let it be. De titel van het lied inspireerde Rod Stewart voor de titel van zijn lied Maggie May.